# Natalia Kaczmarek
Natalia Kaczmarek (polonès: Natalia Bukowiecka)  (Drezdenko, 17 de gener de 1998) és una atleta polonesa especialitzada en la prova dels 400m llisos i el 4x400m relleus. Ha participat en 2 Olimpíades, guanyant 3 medalles (1 d'or). A més, ha guanyat 1 medalla de plata en el Campionat del Món de Budapest 2023 i 4 medalles (2 d'or) en els Campionats d'Europa.

## Trajectòria
Va participar en dos Jocs Olímpics d'Estiu, obtenint tres medalles, dos a Tòquio 2020, or a la prova de 4×400 metres relleus mixts i plata a 4×400 metres relleus, i una de bronze a París 2024, als 4×400 m. Als Jocs Europeus de Cracòvia 2023 va aconseguir dues medalles de plata, en 400 m i 4×400 m mixts.
Va guanyar una medalla de plata al Campionat Mundial d'atletisme de 2023, una medalla de bronze al Campionat Mundial d'atletisme en pista coberta de 2022 a Belgrad i dues medalles de plata als Campionats del Món de curses de relleus, el 2021 a Chorzów i el 2024 a Nassau.
A més, va obtenir tres medalles al Campionat Europeu d'atletisme, els anys 2022 i 2024, i una medalla de bronze al Campionat Europeu d'atletisme en pista coberta de 2021 a Toruń.

## Marques personals
| Disciplina            | Marca   | Seu     | Data                 |
| --------------------- | ------- | ------- | -------------------- |
| 200m llisos           | 22.70   | Poznan  | 23 de juny de 2024   |
| 400m llisos           | 48.90   | Londres | 20 de juliol de 2024 |
| 4x400m relleus femení | 3:23.91 | Roma    | 12 de juny de 2024   |
| 4x400m relleus mixt   | 3:13.53 | Nassau  | 4 de maig de 2024    |

## Trajectòria professional
| Jocs Olímpics      | Jocs Olímpics | Jocs Olímpics    | Jocs Olímpics |
| Any                | Seu           | Posició          | Prova         |
| ------------------ | ------------- | ---------------- | ------------- |
| 2020               | Tòquio        | 12a posició (SF) | 400m llisos   |
| 2020               | Tòquio        | 2                | 4x400m femení |
| 2020               | Tòquio        | 1                | 4x400m mixt   |
| 2024               | París         | 3                | 400m llisos   |
| Campionat del Món  |               |                  |               |
| 2022               | Eugene        | 15a posició      | 400m llisos   |
| 2022               | Eugene        | 4a posició       | 4x400m mixt   |
| 2023               | Budapest      | 2                | 400m llisos   |
| 2023               | Budapest      | 6a posició       | 4x400m femení |
| Campionat d'Europa |               |                  |               |
| 2018               | Berlín        | 1                | 4x400m femení |
| 2022               | Múnic         | 2                | 400m llisos   |
| 2022               | Múnic         | 2                | 4x400m femení |
| 2024               | Roma          | 1                | 400m llisos   |
| 2024               | Roma          | 6a posició       | 4x400m femení |